# NGC 2515
NGC 2515 é uma estrela dupla na direção da constelação de Cancer. O objeto foi descoberto pelo astrônomo George Bond em 1852, usando um telescópio refrator com abertura de 15 polegadas. 